# Bill Brown (kompozytor)
Bill Brown IV (ur. 1969 w San Diego w Kalifornii) – amerykański kompozytor.

## Dorobek muzyczny

### Gry komputerowe (soundtracki)
- Anachronox (2001)
- Command & Conquer: Generals (2003)
- Command & Conquer: Generals – Zero Hour (2003)
- Jurassic Park: Trespasser (1998)
- Lineage II: The Chaotic Chronicle (2003)
- Michael Crichton's Timeline (2000)
- Quake II (1997)
- Return to Castle Wolfenstein (2001)
- Shadow Watch (2000)
- The Incredible Hulk: Ultimate Destruction (2005)
- The Sum of All Fears (2002)
- Tom Clancy’s Ghost Recon (2001)
- Tom Clancy’s Ghost Recon: Island Thunder (2002)
- Tom Clancy’s Ghost Recon: Jungle Storm (2004)
- Tom Clancy’s Rainbow Six (1998)
- Tom Clancy’s Rainbow Six: Rogue Spear (1999)
- Tom Clancy’s Rainbow Six: Black Thorn (2001)
- Tom Clancy’s Rainbow Six 3: Raven Shield (2003)
- Tom Clancy’s Rainbow Six: Lockdown (2005)
- Tom Clancy’s Rainbow Six: Critical Hour (2006)
- Undying (2001)
- Wolfenstein: Enemy Territory (2003)
- Wolfenstein (2009)

### Seriale i filmy telewizyjne
- CSI: Kryminalne zagadki Nowego Jorku (2004) (serial)
- Trapped (2001) (film)

### Filmy
- Ali (2001) (utwory „Round 8 Strings,” „Prequel Strings”)
- Any Given Sunday (1999) (utwory „Sharks' Theme,” „Spiritual,” „Rock the Sharks”)
- Scorcher (2002)
- War of the Angels (1999)